# Cornus papillosa
Cornus papillosa — вид квіткових рослин з родини деренових (Cornaceae).

## Біоморфологічна характеристика
Це дерево ≈ 5 метрів заввишки. Молоді гілки світло-зелені, з рідкісними жовтувато-білими м'якими трихомами; старі гілки темно-коричневі, голі, з округлими або еліптичними сочевичками. Листки супротивні; пластинка від еліптичної до видовжено-еліптичної форми, 8–12 × 4–7 см, абаксіально (низ) сіра зі щільними сосочками, чорнуватими смугами та притиснутими (чи плоскими) трихомами, верхівка ± шпиляста. Суцвіття 5–9 см завширшки, рідко запушені світло-жовтувато-білими короткими трихомами. Квітки білі, ≈ 7 мм у діаметрі. Частки чашечки від яйцеподібних до лінійно-трикутних. Пелюстки видовжено-ланцетні, 3–4.5 × 0.9–1.7 мм. Тичинки довші за пелюстки; пиляки жовті. Плід чорний, кулястий, ≈ 3 мм у діаметрі. Цвітіння: червень.

## Поширення
Росте в Азії: Китай (Сичуань, Юньнань). Населяє ліси; ≈ 3000 метрів.